# Ignacy Tadeusz Piznal

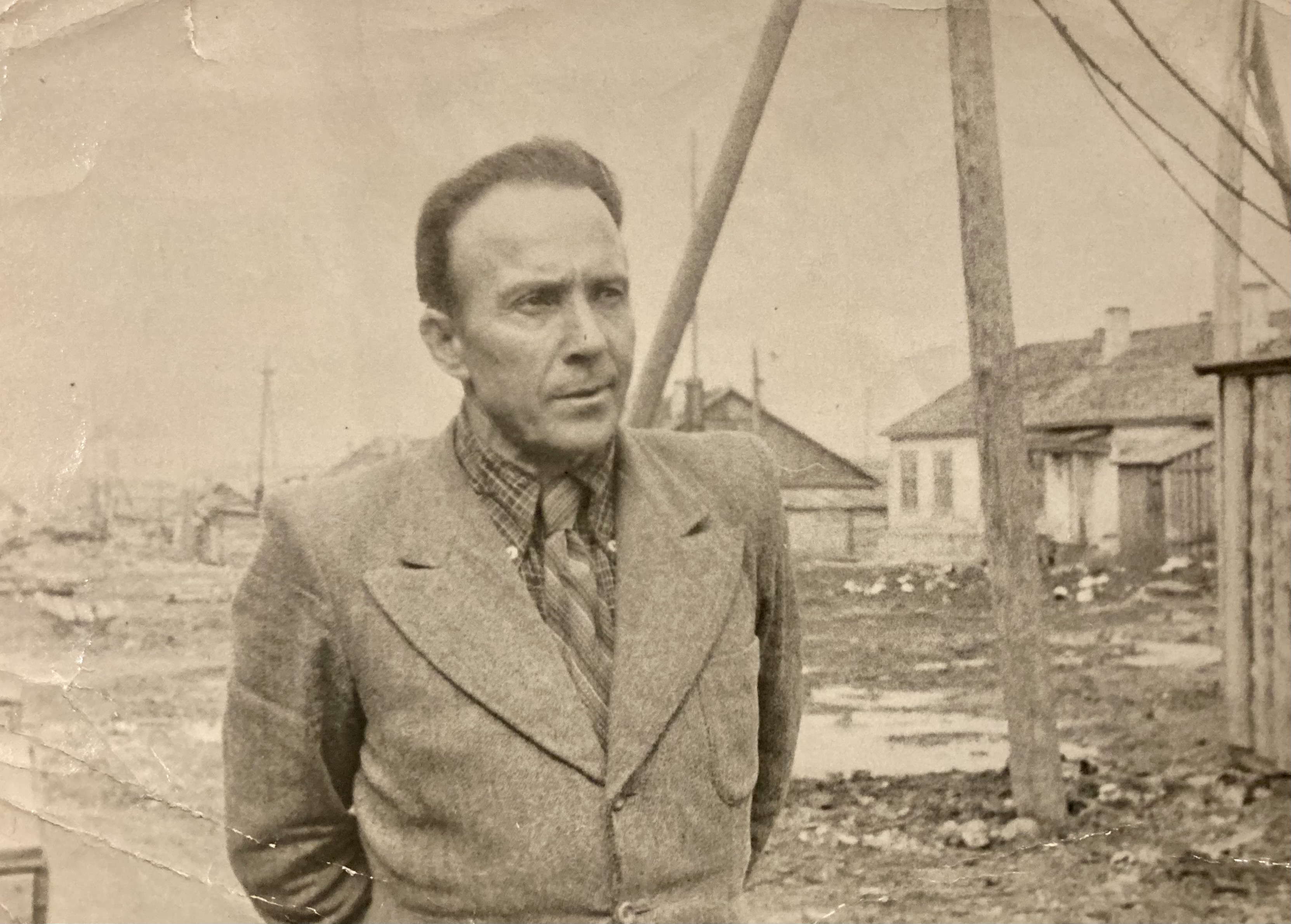
Ignacy Tadeusz Piznal w Workucie (1954)

Ignacy Tadeusz Piznal (ur. 20 lipca 1897 w Kozach, zm. 14 grudnia 1957 tamże) – żołnierz Legionów Polskich, chorąży WP, uczestnik I wojny światowej, wojny polsko-czechosłowackiej, wojny polsko-bolszewickiej, wojny obronnej 1939 r., następnie w czasie II wojny światowej oficer Armii Krajowej Garnizonu Dwór w Wilnie. W latach 1945–1953 więzień łagrów sowieckich w rejonie Workuty. Zasłużony w walce o wolność i niepodległość Polski.

## Dzieciństwo
Ignacy Piznal urodził się dnia 20 lipca 1897 r. w Kozach, jako pierwszy syn Jana i Teresy (z domu Leśniak). Jego rodzice żyli krótko, ojciec zmarł już w roku 1908. Po śmierci rodziców Ignacy wraz z rodzeństwem zostali rozdzieleni do różnych rodzin, które miały się nimi opiekować. W roku 1905 rozpoczął edukację w szkole ludowej w Kozach, po czym wstąpił do gimnazjum i ukończył cztery klasy szkoły średniej. Od roku 1913, wstąpił do organizujących się w Kozach Drużyn Bartoszowych, gdzie brał czynny udział w pracy wyszkoleniowej.

## Służba wojskowa
Ignacy Piznal rozpoczął swoją służbę wojskową 11 września 1914 r., kiedy opuścił gimnazjum i wstąpił jako ochotnik do Legionów Polskich, gdzie został przydzielony do 2. pułku piechoty, z którą przebył kampanię karpacką, aż do 11 maja 1915 r., kiedy został przydzielony do nowo tworzącej się 4. pułku piechoty na ziemi piotrkowskiej, z którym udał się na front pod Jastków i w którym pozostał aż do pory internowania. Jako dotychczasowy austriacki poddany, który nie należał do zaprzysiężonych, wyjechał z Łomży i wraz z pułkiem dotarł do Włodzimierza Wołyńskiego, skąd niebawem po przemundurowaniu został wysłany na front Włoski i przyłączony do drugiego pułku strzelców konnych, gdzie został aż do upadku Austro-Węgier tuż przed końcem I wojny światowej.
W dniu 3 listopada 1918 jako ochotnik w stopniu plutonowego wstąpił do Wojska Polskiego do 12 pułku piechoty, z którym brał udział w walkach na froncie Czechosłowackim pod Boguminem i Cieszynem. Pod Boguminem, ranny w nogę, dostał się do niewoli Czechosłowackiej. Po miesiąc w niewoli Czechosłowackiej udało mu się uciec i zgłosić się do 4 pułku piechoty, niedługo potem na własną prośbę przeszedł do 5 pułku Legionów Polskich, z którym by związany aż do końca swej służby wojskowej i zawodowej. Wraz z 5. pułkiem piechoty Legionów Polskich przebył wojnę 1918–1921.
Po odbyciu przeszkolenia w Rembertowie i Chełmnie kontynuował swą służbę wojskową jako instruktor w Szkole Podoficerskiej w Wilnie, gdzie pozostał aż do wybuchu II wojny światowej, w której uczestniczył podczas kampanii wrześniowej, zostając ranny. Od 1940 roku aż do końca II wojny światowej pracował w Wilnie jako robotnik w artelu traczy „Malku Piovejas”, pracując przy wyrębie lasów i obróbce drewna. Podczas pracy przy wyrębie, został przez swojego kolegę porucznika polskiej armii Władysława Dąbrowskiego ps. „Wojna” zwerbowany do Armii Krajowej w styczniu lub lutym 1943 r., był związany z kwatermistrzostwem sztabu podziemnego garnizonu „Kazimierz”, po złożeniu przysięgę na wierność AK, otrzymał pseudonim „Malina”, pełniąc funkcję oficera ds. żywności przy sztabie podziemnego garnizonu miasta „Wilno”. W sierpniu 1944 roku zmienił swój pseudonim na „Tadeusz”. Jego konspirację w AK głównie się skupiała na gromadzeniu żywności, a także na zdobywaniu informacji i wskazywaniu miejsc, gdzie znajdują się niemieckie magazyny, które AK próbowała przejąć, w ten sposób zdobywając uzbrojenie i zapasy. Żywność dla AK była głównie przekazywana przez okolicznych polskich rolników, a następnie rozdzielana w domu Ignacego Piznala wg potrzeb sztabu, chorąży Piznal osobiście dostarczał produkty rannym towarzyszom broni. Na początku 1945 roku, kiedy nasiliły się aresztowania członków AK przez NKWD, część dowództwa podjęła decyzje o opuszczeniu Wilna i przeniesieniu się na terytorium Polski. Ignacy Piznal przygotowywał się na wyjazd do Polski, jednak 18 września 1945 r. został aresztowany przez NKWD, i udało się tylko przerzucić do Polski jego nastoletniego syna. Po kilkutygodniowym śledztwie, 13 października Trybunał Wojskowy ZSRR wydał wyrok, według którego Ignacy Piznal został skazany na konfiskatę mienia, pozbawienie wolności i pobyt w poprawczych obozach pracy na lat 8, z pozbawieniem praw publicznych na 3 lata, za konspirację w AK, która była uznana jako równoznaczna ze zdradą „ojczyzny radzieckiej”.

## Śmierć
W następstwie wyroku był więziony w obozach pracy w Workutłągu i Rieczłagu. Po zwolnieniu z łagru 19 listopada 1953 r. został skierowany na przymusowe osiedlenie w Workucie, gdzie pracował w zawodzie ślusarza przez 2 lata. W roku 1955 uzyskał zgodę na powrót do Polski, przekroczywszy granicę w Medyce 13 grudnia. Tymczasowo zatrzymał się u syna w Bydgoszczy, a następnie wrócił do rodzinnych Kóz. Wycieńczony katorgą, zmarł 14 grudnia 1957 roku, zgodnie ze swoją wolą został pochowany na cmentarzu parafialnym w Kozach. 

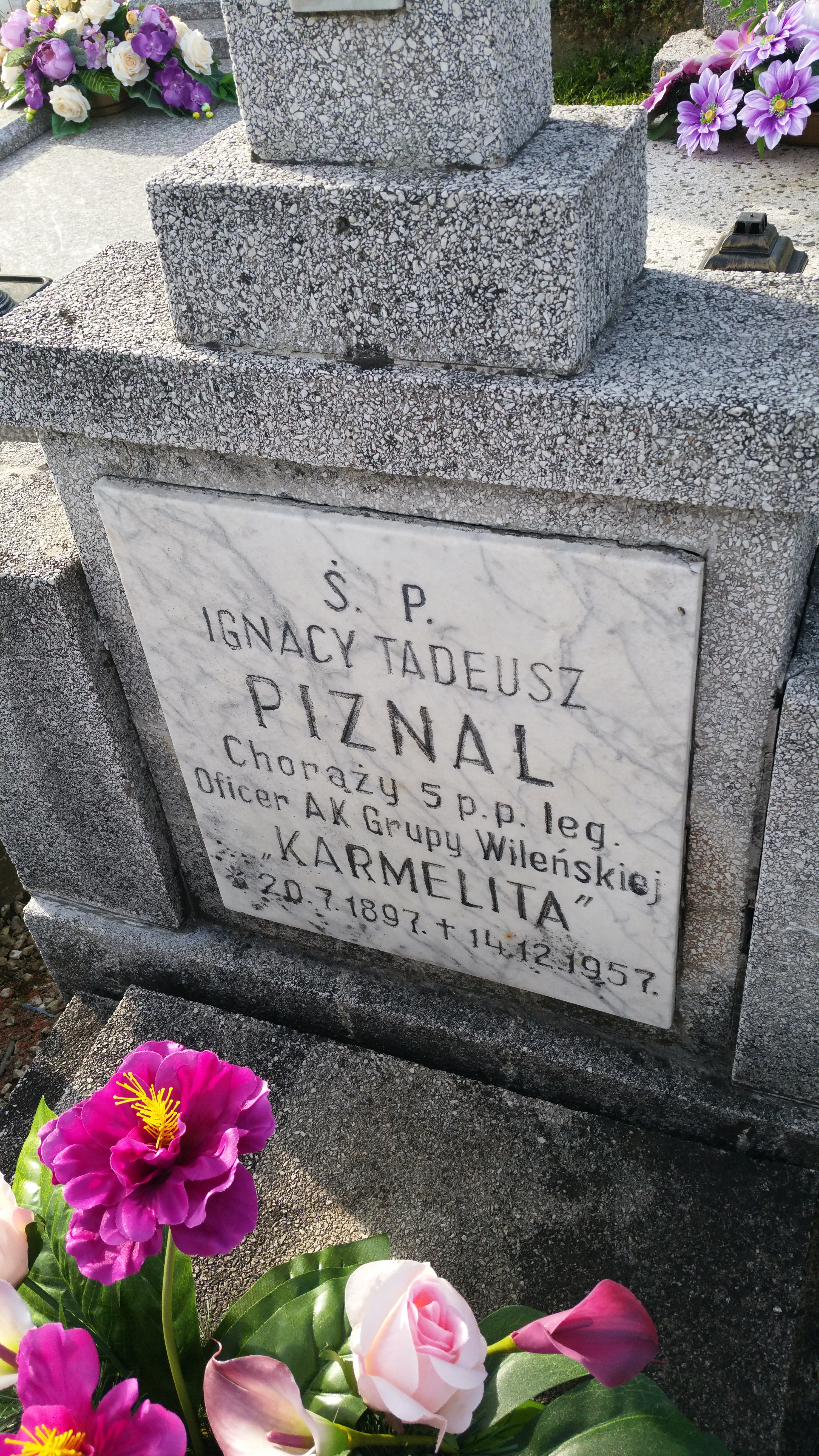
Grób Ignacego Tadeusza Piznala

31 lipca 2020 r. grób Ignacego Tadeusza Piznala został wpisany przez Instytut Pamięci Narodowej do ewidencji grobów weteranów walk o wolność i niepodległość Polski pod numerem 869.

## Awanse
- 7 marca 1920 – sierżant
- 1 czerwca 1921 – chorąży

## Wykształcenie
Od 1923 r. i, ponownie po kilkuletniej przerwie związanej z przeszkoleniem wojskowym, od 1928 r. kontynuował swoją edukację w Gimnazjum Koedukacyjnym im. ks. Piotra Skargi w Wilnie.

## Odznaczenia
- Krzyż Oficerski Orderu Odrodzenia Polski (2021, pośmiertnie)[3]
- Krzyż Niepodległości (22 września 1931)[4]
- Brązowy Krzyż Zasługi (31 maja 1929)[5]
- Medal Pamiątkowy za Wojnę 1918–1921
- Medal Dziesięciolecia Odzyskanej Niepodległości
- medale waleczności (Austro-Węgry): srebrny II klasy i brązowy

## Rodzina
Miał dwie siostry i jednego brata, Mariannę (1888–1970), Teklę (1899–1969), i Jana (1905–1984).
Kiedy mieszkał w Wilnie, ożenił się ze Stefanią Markiewiczówną (ur. 1905, zm. 13 maja 1934 w Wilnie) z którą miał jednego syna, Waldemara Tadeusza Piznala (ur. 1 lipca 1927), który po wojnie zmienił nazwisko na „Wilniewski” i osiedlił się w Bydgoszczy.